# Кордон, Андриан
Андриан Кордон (род. 24 мая 1977, Молдова) — молдавский и израильский самбист и дзюдоист, чемпион (2002, 2005, 2006, 2007) и бронзовый призёр (2004) чемпионатов Израиля по дзюдо, бронзовый призёр чемпионата Европы по дзюдо 2005 года, чемпион Европы по дзюдо 2005 года в командном зачёте, бронзовый чемпионатов мира по самбо 1998 и 2001 годов. Выступал в тяжёлой весовой категории (свыше 100 кг).

## Спортивные результаты
- Чемпионат Израиля под дзюдо 2002 года — ;
- Чемпионат Израиля под дзюдо 2004 года — ;
- Чемпионат Израиля под дзюдо 2005 года — ;
- Чемпионат Израиля под дзюдо 2006 года — ;
- Чемпионат Израиля под дзюдо 2007 года — ;